# Bassila (commune)
Pour les articles homonymes, voir Bassila.
Bassila est une commune située dans le département de la Donga au centre du Bénin.

## Situation géographique
La commune de Bassila est délimitée au nord par les communes de Ouaké et Djougou, au sud par les communes de Bantè et de Glazoué, à l'est par celles de Tchaourou et de Ouèssè et à l'ouest par le Togo.

## Population
Lors du recensement de 2013 (RGPH-4), la commune comptait 130 091 habitants.

## Langues
Les Nago et Koura deux dialectes Yoruba, représentent 57% de la population suivie par les Anii qui représentent 33% de la population. Les Kotokoli représentent quant à eux 3% de la population puis enfin les Lokpa, les Ditammari, les Peuhl, les Fons et les Adja représentent ensemble 7% de la population.

## Administration

### Subdivision en arrondissements
La commune compte 4 arrondissements :
- Alédjo
- Bassila (chef-lieu)
- Manigri
- Pénéssoulou

### Villages et quartiers
La commune de Bassila est aussi subdivisée en 30 villages.

## Économie
L'agriculture, principale source de revenu des habitants de la commune, occupe plus de 80% de la population active. Les cultures tournent autour de denrées comme le manioc, le maïs, le sorgho, le riz , l'igname et le niébé. A cette liste s'ajoute les pépinières et plantations à dominance de manguiers et anacardiers. Il y a egalement de la sylviculture avec des espaces comme le tectona grandis qui procure les bois de teck.

## Culture
Le Festival anii, créé en 2009, a lieu à Bassila depuis 2014, durant lequel des chants et des danses traditionnelles anii sont produites.

## Jumelage
- Sulzbach (Sarre) (Allemagne)

## Galerie de photos

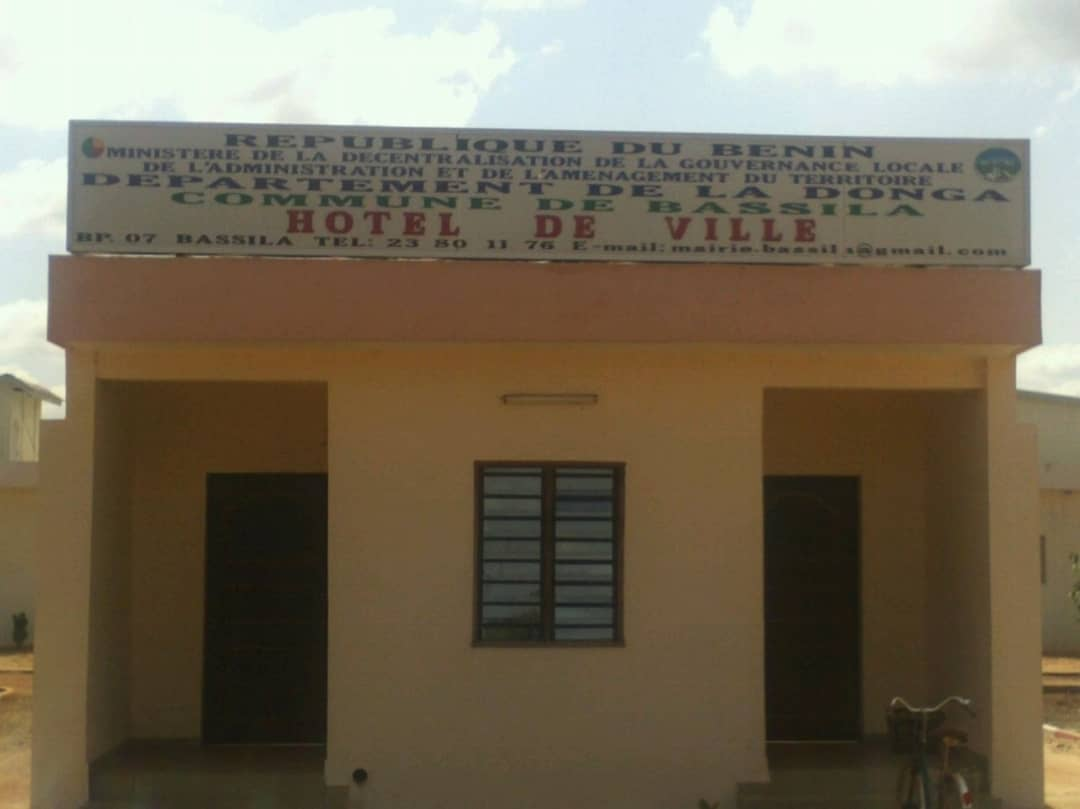
Hôtel de ville de bassila
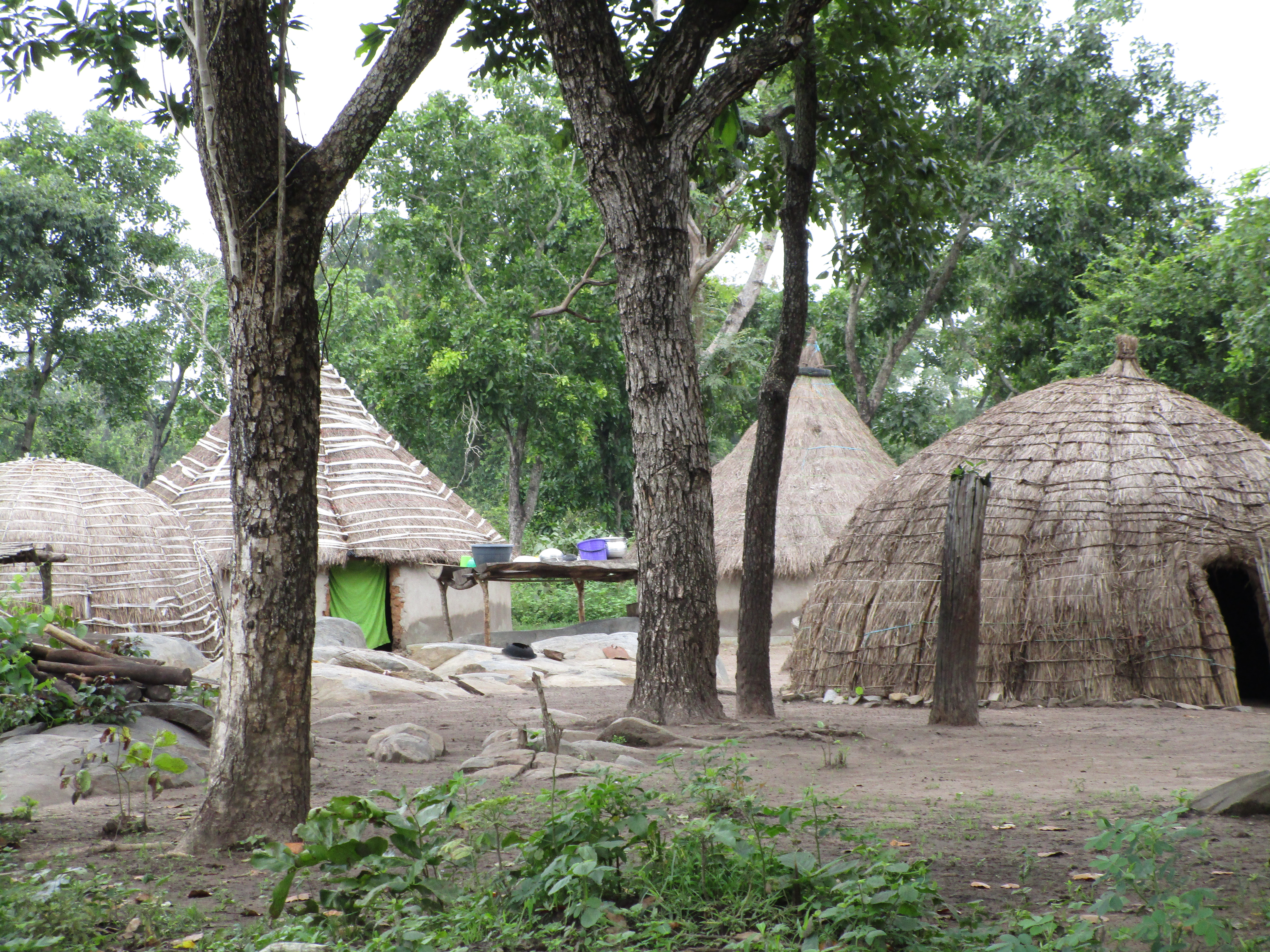
Style architecturale en campagne à Bassila
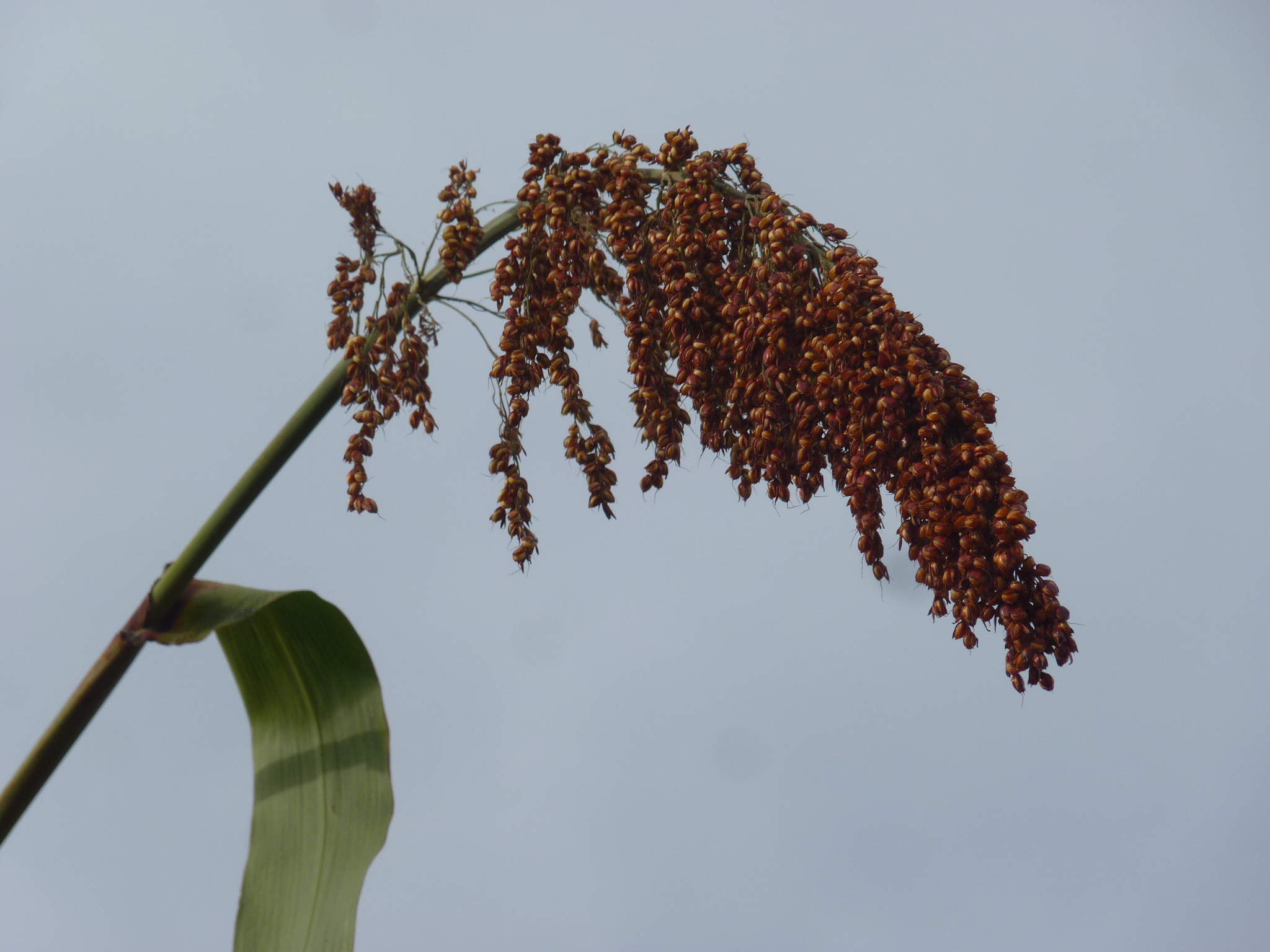
Culture du Sorgho